# Хеффелин, Иоганн Казимир фон
Иоганн Казимир фон Хеффелин (нем. Johann Casimir von Häffelin; 3 января 1737, Минфельд, Курпфальц, Рейнская область, Королевство Пруссия — 27 августа 1827, Рим, Папская область) — баварский куриальный кардинал. Титулярный архиепископ Херсонеса на Крите с 28 сентября 1787 по 6 апреля 1818. Посол Баварии при Святом Престоле по 18 ноября 1803 по 27 августа 1827. Кардинал-священник с 6 апреля 1818, с титулом церкви Санта-Сабина с 25 мая 1818 по 19 апреля 1822. Кардинал-священник с титулом церкви Сант-Анастазия с 19 апреля 1822 по 27 августа 1827.